# Eberhard August Wilhelm von Zimmermann
Eberhard August Wilhelm von Zimmermann, född 17 augusti 1743 i Uelzen, död 4 juli 1815 i Braunschweig, var en tysk geograf, filosof och naturforskare.
Zimmermann studerade i Göttingen och blev 1766 professor i fysik vid Carolinum i Braunschweig. Han gjorde vetenskapliga resor till England, Italien, Frankrike, Sverige och Ryssland, adlades 1796 och fick 1801 år titeln "geheimeetatsråd". Han är även känd som lärare för Carl Friedrich Gauss.
Han utgav bland annat Geographisches Taschenbuch oder Taschenbuch der Reisen (12 årgångar, 1802-13), varav ett utdrag utgavs med titeln Die Erde und ihre Bewohner nach den neuesten Entdeckungen (fem band, 1810-13). En översättning av denna, "Jorden och dess innevånare" (1-11, 1813-22; delvis ny upplaga 1832-39) var på sin tid en mycket läst bok i Sverige.